# NGC 4926A
NGC 4926A (другие обозначения — MCG 5-31-107, ZWG 160.106, IRAS12596+2755, DRCG 27-47, KUG 1259+279, PGC 44968) — линзообразная галактика (SB0) в созвездии Волосы Вероники.
Этот объект не входит в число перечисленных в оригинальной редакции «Нового общего каталога» и был добавлен позднее.